# بگچ
بگچ (به صربی: Begeč) یک منطقهٔ مسکونی در صربستان است که در نووی ساد واقع شده‌است. بگچ ۴۳٫۴۴ کیلومتر مربع مساحت و ۳٬۳۶۰ نفر جمعیت دارد.